# Ana Vojčić
Ana Vojčić (født 3. juni 1979) er en serbisk målvogter, der er tidligere har været målvogtertræner for EH Aalborg i Danmark. Hun har tidligere optrådt for ŽRK Knjaz Miloš, Ikast-Bording, ŽRK Budućnost, Aalborg DH, Randers HK og FCM Håndbold.
Hun var med til at vinde det danske mesterskab tilbage i 2015, sammen med FC Midtjylland Håndbold, efter finalesejre over Team Esbjerg.